# Christuskirche (Essen-Kupferdreh)

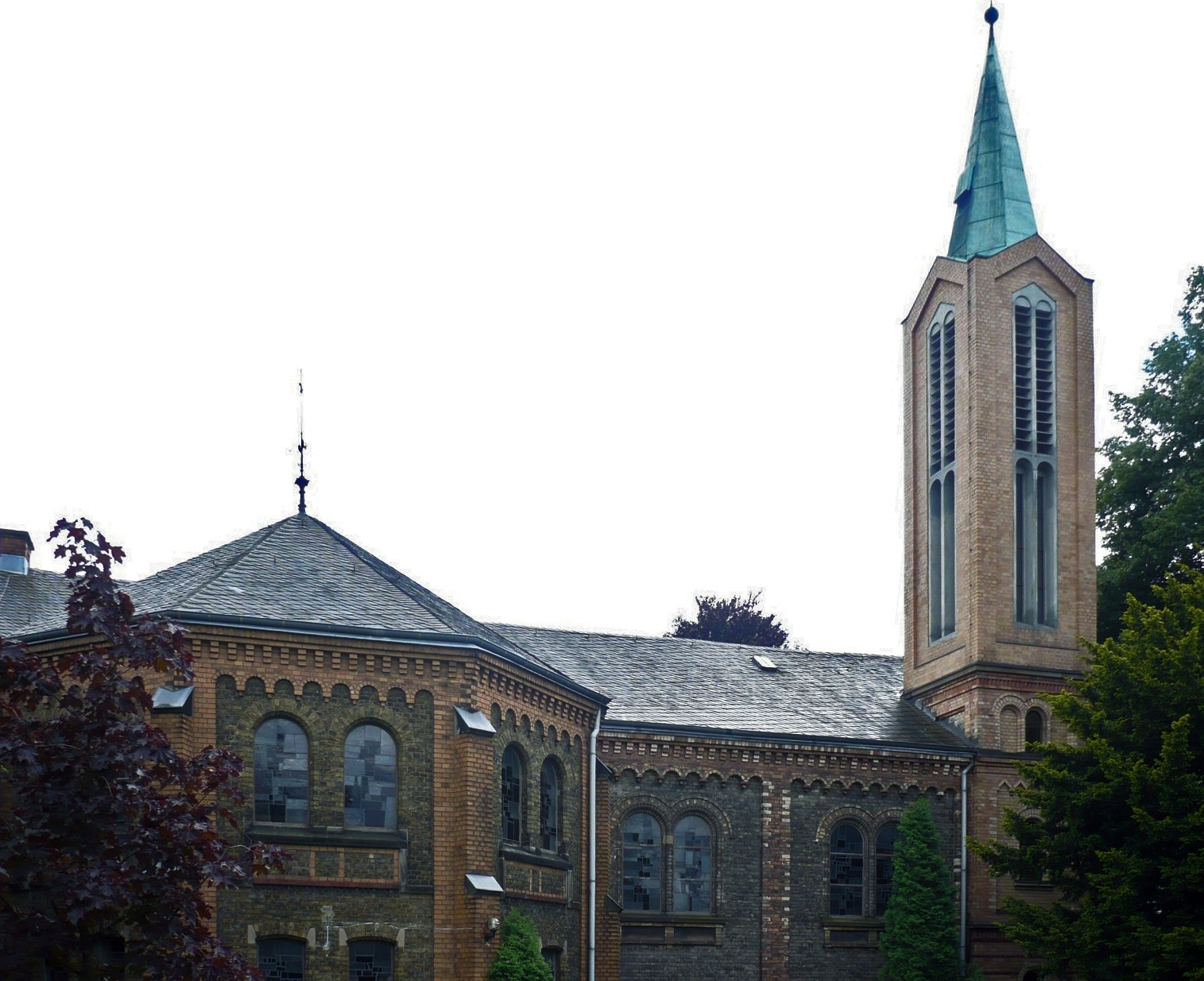
Christuskirche Kupferdreh

Die Christuskirche in Kupferdreh ist eine evangelische Kirche im Essener Stadtteil Kupferdreh. Sie wurde 1877–1879 und 1893–1894 in Backstein-Mauerwerk erbaut und steht seit 1989 unter Denkmalschutz. Sie gehört zur Evangelischen Kirchengemeinde Kupferdreh im Kirchenkreis Essen der Evangelischen Kirche im Rheinland.

## Geschichte
Die Grundsteinlegung erfolgte am 1. August 1877, eingeweiht wurde die Kirche am 19. März 1879. Sie entstand zunächst als Saalkirche nach Entwürfen des ortsansässigen Architekten Wilhelm Bovensiepen. Von der geplanten Zweiturmfassade wurde nur ein Turm ausgeführt. Das Pfarrhaus südlich der Kirche entstand zur gleichen Zeit.
Durch das Anwachsen der Bevölkerung war die Kirche bereits um 1890 zu klein geworden. Nach einer großzügigen Schenkung an die Gemeinde konnte sie 1893–1894 von 250 auf 1000 Plätze erweitert werden. Dabei brach man einen Teil des Langhauses ab und errichtete an dieser Stelle zwei große Querhäuser, sodass die Kirche nun einen kreuzförmigen Grundriss hatte.
Das Gebäude kam im Zweiten Weltkrieg fast ohne Kriegsschäden davon. 1958 wurde für den Einbau eines neuen Geläuts der obere Teil des Turms abgetragen und in moderneren Formen neu gebaut. Kurze Zeit später, am 26. Oktober 1958, erhielt die bis dahin namenlose Kirche ihren gegenwärtigen Namen. 1963 wurde der Innenraum durchgreifend renoviert und neu ausgestattet. Der Bau des ursprünglich geplanten zweiten Turms wurde zwar mehrfach überlegt, aber bis heute nicht ausgeführt.

## Glocken
Am 27. Februar 1958 wurden von der Glockengießerei Gebr. Rincker in Sinn vier neue Glocken mit den Schlagtönen b’, des’, es’ und f’ gegossen. Die vier Glocken wurden am 27. Juli desselben Jahres geweiht und im neu erbauten Kirchturm angebracht. Von den beiden alten Glocken gelangte eine in die Friedhofskapelle, während die andere nach Sumatra verschenkt wurde.